# Branson Nunatak
Branson Nunatak är en nunatak i Antarktis. Den ligger i Östantarktis. Australien gör anspråk på området. Toppen på Branson Nunatak är 1 083 meter över havet.
Terrängen runt Branson Nunatak är huvudsakligen lite kuperad. Trakten är obefolkad. Det finns inga samhällen i närheten. 